# Walter Audisio
Pour les articles homonymes, voir Audisio.
Walter Audisio (né le 28 juin 1909 à Alexandrie, au Piémont et mort le 11 octobre 1973 à Rome) est un homme politique et résistant communiste italien. On lui attribue l'exécution de Benito Mussolini.

## Biographie
À l'école, Walter Audisio est un élève brillant. Son premier travail consiste à fabriquer des chapeaux Borsalino lors de la Grande Dépression. Ensuite, il travaille pendant des années comme comptable avant de rejoindre en 1931 un groupe clandestin antifasciste. Le groupe a été découvert par les services de sécurité du régime, OVRA (Organisation de vigilance et de répression de l'antifascisme). En 1934, il est condamné à 5 ans de réclusion sur l'île de Ponza. Libéré pendant la Seconde Guerre mondiale, il continue à mener ses activités contre le gouvernement de Mussolini, et en septembre 1943, il commence à organiser les premiers groupes de partisans dans la ville de Casale Monferrato. À cette époque, il travaille dans la fonction civile fasciste.
Pendant la guerre, il rejoint le Parti communiste italien pour devenir l'inspecteur des Brigades Garibaldi, une faction du Comité de libération nationale, commandant les formations qui opéraient dans la province de Mantoue et dans la plaine du Pô. Vers janvier 1945, il devient une des figures principales du mouvement de résistance italien milanais. Il utilise le nom de guerre « commandant Valerio », un nom probablement utilisé aussi par Luigi Longo.
En tant que figure officielle du comité de libération nationale, il reçoit le 28 avril 1945 l'ordre d'entrer à Dongo et d'exécuter la peine capitale décrétée contre Mussolini et d'autres hauts dirigeants du régime fasciste. La mort de Mussolini reste de nos jours encore entourée de mystères. Audisio a toujours soutenu qu'il a lui-même fusillé le dictateur et sa maîtresse Clara Petacci.
Après la guerre, Walter Audisio continue à militer au sein du mouvement communiste. En 1948, il est élu à la chambre des députés comme représentant d'Alexandrie, sa ville natale, sur les listes du parti communiste italien, qui faisait à l'époque partie du front démocratique populaire.
Il fait son entrée au sénat en 1963, qu'il quitte en 1968 pour travailler dans l'entreprise pétrolière publique ENI.
Walter Audisio meurt cinq ans plus tard, en 1973, d'un infarctus du myocarde. Ses mémoires, intitulés « In nome del popolo italiano » (« Au nom du peuple italien »), ont été publiés en 1975, deux ans après sa mort.